# Synagoga w Mikołowie
Synagoga w Mikołowie – nieistniejąca synagoga, która znajdowała się w Mikołowie przy ulicy Żorskiej.
Synagoga została zbudowana w 1816 roku. Podczas II wojny światowej hitlerowcy zdewastowali synagogę. Po zakończeniu wojny została początkowo przeznaczona jako hala sportowa dla bokserów, a potem dostosowana do potrzeb magazynowych.
W 1972 roku przed obchodami 750-lecia miasta, na polecenie ówczesnych władz miasta górnicy KWK Bolesław Śmiały wysadzili synagogę w powietrze. Powodem tego była rzekoma konieczność przebudowy układu komunikacyjnego. Obecnie po synagodze pozostały tylko ukryte w ziemi fundamenty.
W miejscu, gdzie kiedyś stała synagoga, utworzono Plac 750-lecia – jeden z centralnych placów Mikołowa. Od 2022 roku plac ten nosi nazwę Plac Synagogi.